# Intercollegiate Rowing Association
A Intercollegiate Rowing Association (IRA) dirige o remo universitário entre os programas de remo pesado masculino, peso leve masculino e peso leve feminino nos Estados Unidos, enquanto a NCAA cumpre esse papel para o remo de peso aberto feminino. É a sucessora direta da Rowing Association of American Colleges, a primeira organização esportiva universitária nos Estados Unidos, que funcionou de 1870 a 1894.
A IRA foi fundada por Cornell, Columbia e Penn em 1894 e sua primeira regata anual foi realizada foi realizada em 24 de junho de 1895. Atualmente a Marinha e Syracuse também fazem parte da associação. Todos os anos, estas cinco escolas escolhem quem convidar para o IRA National Championship Regatta e são responsáveis pela sua organização.
A IRA administra o IRA National Championship Regatta, que desde 1895 é considerado o campeonato nacional universitário de remo masculino dos Estados Unidos. Esta regata hoje inclui provas masculinas e femininas (peso leve) para barcos de corrida de 8 e 4 remos com timoneiros e uma prova feminina leve de skiff duplo (dois remos para cada remador).
O Campeonato Nacional da IRA é o campeonato universitário de remo mais antigo dos Estados Unidos.

## História

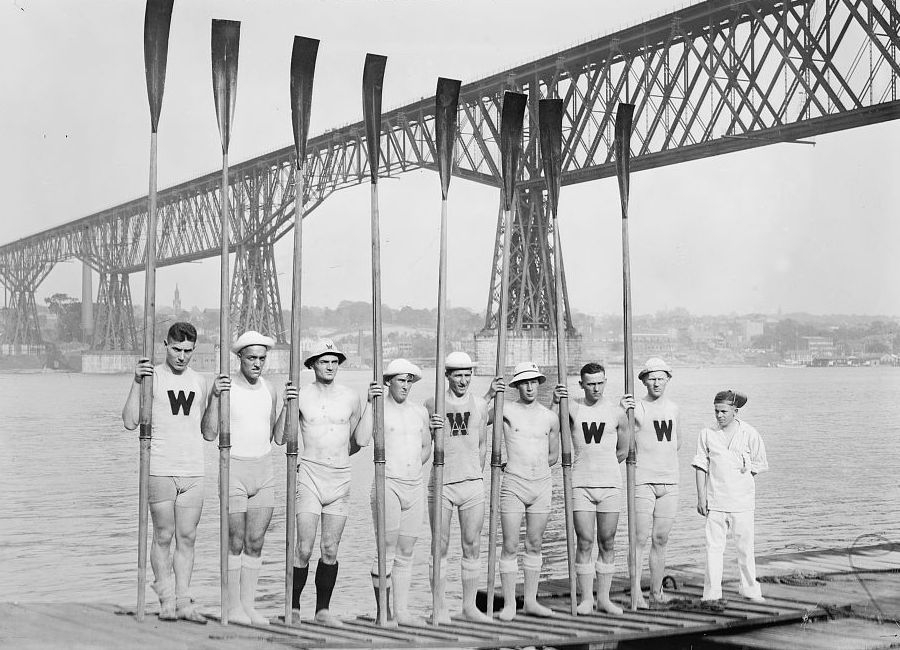
A equipe de remo da Universidade de Wisconsin competindo na regata da Intercollegiate Rowing Association em 11 de junho de 1914 na ponte de Poughkeepsie.

Columbia, Cornell e Pensilvânia foram os organizadores da regata de Poughkeepsie, o Campoeonato da IRA até 1949. A primeira edição foi realizada no rio Hudson em Poughkeepsie, Nova Iorque, em 24 de junho de 1895.
O formato até 1967, com exceção de 1964, era alinhar todos os inscritos na corrida em barcos de estaca e disparar uma espingarda para a largada. Na última corrida desse formato, em 1967, no lago Onondaga, em Syracuse, Nova Iorque, 16 equipes universitárias esperaram que a arma começasse sua corrida de três milhas - o vencedor leva tudo.
O formato foi alterado no ano olímpico de 1968, para eliminatórias e finais em um percurso de 2.000 metros e seis pistas. Este formato final de repetição de bateria, seis pistas e 2.000 metros continua até hoje.
Desde a década de 1920, quando as equipes da Costa Oeste - principalmente Califórnia e Washington - começaram a comparecer e a vencer regularmente, o campeonato da Intercollegiate Rowing Association (conhecida como IRA) tem sido considerado o campeonato nacional de remo universitário. Duas importantes equipes, Harvard e Yale, porém, não participaram das divisões de peso pesado do evento por um longo período. (Depois de perder para Cornell em 1897, Harvard e Yale optaram por evitar a IRA, para não enfraquecer a Regata Harvard–Yale. O campeonato da IRA era realizado todos os anos antes dessa regata, que Harvard e Yale consideravam mais importante para suas escolas e alunos do que o evento da IRA. Logo se tornou parte da tradição de cada escola não participar.) A partir de 1973, Washington decidiu pular a IRA porque uma mudança no cronograma entrou em conflito com suas provas finais. Washington, no entanto, voltou à regata em 1995.
De 1982 a 1996, outro evento, a Regata de Cincinnati (que se renomeou como Campeonato Nacional Universitário de Remo), foi realizada em Cincinnati com financiamento de um benfeitor. Foi visto por algumas equipes como um quase-campeonato adicional, já que o campo incluía Harvard e Yale, bem como medalhistas da regata da IRA, Pac-10 e Eastern Sprints. Em 2003, após uma ausência de mais de cem anos, Harvard e Yale decidiram participar do campeonato da IRA.
Antes de 2006, alguns programas competitivos de remo de clubes, que recebiam pouco ou nenhum financiamento dos departamentos atléticos de suas universidades, eram convidados para o Campeonato da IRA. Em 2006, a Universidade Rutgers cortou o financiamento do seu programa de remo masculino, reduzindo-o ao status de "clube". Parte da justificativa da Rutger para reduzir o remo era que os clubes poderiam competir igualmente com programas financiados nos Campeonatos da IRA. Para evitar que outros membros perdessem financiamento, a IRA excluiu os clubes de competir no seu campeonato a partir de 2007, levando à criação da Associação Americana de Remo Universitário para clubes.
A regata da IRA foi cancelada em 2020 devido à pandemia de COVID-19.

## Campeões

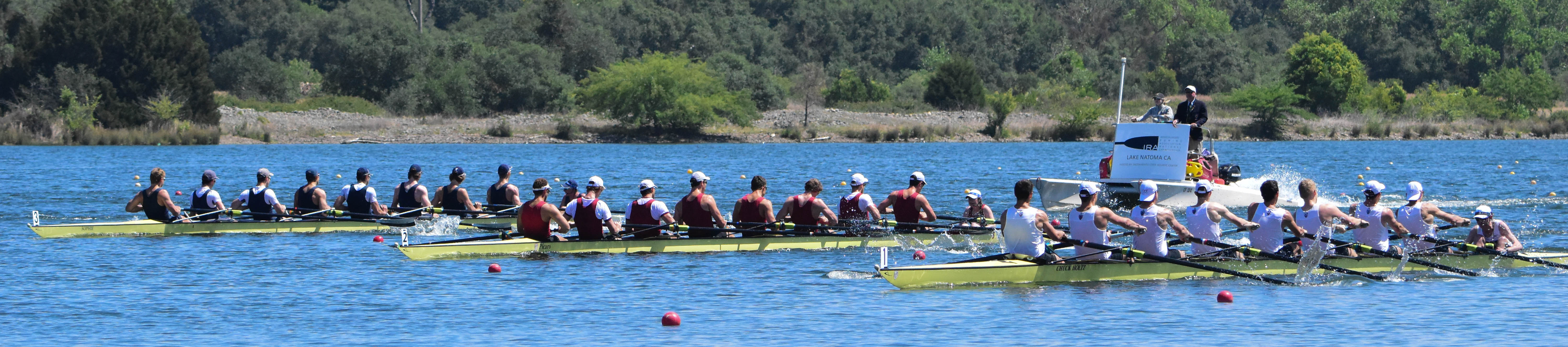
Uma corrida da IRA em 2017

### Campeões Universitários de Peso Pesado de 8
Masculino
| Ano e campeão    |                      | Ano e campeão          |                                 | Ano e campeão     |                                               | Ano e campeão        |  | Ano e campeão |  | Ano e campeão |  | Ano e campeão |
| 1895 Columbia    | 1913 Syracuse        | 1932 Califórnia        | 1951 Wisconsin                  | 1970 Washington   | 1989 Pensilvânia                              | 2008 Wisconsin       |  |               |  |               |  |               |
| 1896 Cornell     | 1914 Columbia        | 1933 - não realizado * | 1952 Marinha                    | 1971 Cornell      | 1990 Wisconsin                                | 2009 Washington      |  |               |  |               |  |               |
| 1897 (a) Cornell | 1915 Cornell         | 1934 Califórnia        | 1953 Marinha                    | 1972 Pensilvânia  | 1991 Northeastern                             | 2010 Califórnia      |  |               |  |               |  |               |
| 1897 (b) Cornell | 1916 Syracuse        | 1935 Califórnia        | 1954 Vencedor desclassificado † | 1973 Wisconsin    | 1992 Dartmouth, Marinha, Pensilvânia (empate) | 2011 Washington      |  |               |  |               |  |               |
| 1898 Pensilvânia | 1917 - não realizado | 1936 Washington        | 1955 Cornell                    | 1974 Wisconsin    | 1993 Brown                                    | 2012 Washington      |  |               |  |               |  |               |
| 1899 Pensilvânia | 1918 - não realizado | 1937 Washington        | 1956 Cornell                    | 1975 Wisconsin    | 1994 Brown                                    | 2013 Washington      |  |               |  |               |  |               |
| 1900 Pensilvânia | 1919 - não realizado | 1938 Marinha           | 1957 Cornell                    | 1976 Califórnia   | 1995 Brown                                    | 2014 Washington      |  |               |  |               |  |               |
| 1901 Cornell     | 1920 Syracuse        | 1939 Califórnia        | 1958 Cornell                    | 1977 Cornell      | 1996 Princeton                                | 2015 Washington      |  |               |  |               |  |               |
| 1902 Cornell     | 1921 Marinha         | 1940 Washington        | 1959 Wisconsin                  | 1978 Syracuse     | 1997 Washington                               | 2016 Califórnia      |  |               |  |               |  |               |
| 1903 Cornell     | 1922 Marinha         | 1941 Washington        | 1960 Califórnia                 | 1979 Brown        | 1998 Princeton                                | 2017 Yale            |  |               |  |               |  |               |
| 1904 Syracuse    | 1923 Washington      | 1942 - não realizado   | 1961 Califórnia                 | 1980 Marinha      | 1999 Califórnia                               | 2018 Yale            |  |               |  |               |  |               |
| 1905 Cornell     | 1924 Washington      | 1943 - não realizado   | 1962 Cornell                    | 1981 Cornell      | 2000 Califórnia                               | 2019 Yale            |  |               |  |               |  |               |
| 1906 Cornell     | 1925 Marinha         | 1944 - não realizado   | 1963 Cornell                    | 1982 Cornell      | 2001 Califórnia                               | 2020 - não realizado |  |               |  |               |  |               |
| 1907 Cornell     | 1926 Washington      | 1945 - não realizado   | 1964 Califórnia                 | 1983 Brown        | 2002 Califórnia                               | 2021 Washington      |  |               |  |               |  |               |
| 1908 Syracuse    | 1927 Columbia        | 1946 - não realizado   | 1965 Marinha                    | 1984 Marinha      | 2003 Harvard                                  | 2022 Califórnia      |  |               |  |               |  |               |
| 1909 Cornell     | 1928 Califórnia      | 1947 Marinha           | 1966 Wisconsin                  | 1985 Princeton    | 2004 Harvard                                  | 2023 Califórnia      |  |               |  |               |  |               |
| 1910 Cornell     | 1929 Columbia        | 1948 Washington        | 1967 Pensilvânia                | 1986 Brown        | 2005 Harvard                                  | 2024                 |  |               |  |               |  |               |
| 1911 Cornell     | 1930 Cornell         | 1949 Califórnia        | 1968 Pensilvânia                | 1987 Brown        | 2006 Califórnia                               | 2025                 |  |               |  |               |  |               |
| 1912 Cornell     | 1931 Marinha         | 1950 Washington        | 1969 Pensilvânia                | 1988 Northeastern | 2007 Washington                               | 2026                 |  |               |  |               |  |               |

 * Não realizado em 1933 devido à Grande Depressão. No entanto, o primeiro campeonato nacional universitário de 2.000 metros já realizado foi conduzido por empresários locais em Long Beach, Califórnia, como substituto. Washington correu com Harvard e Yale pela primeira vez neste evento e derrotou Yale por oito comprimentos para ganhar o campeonato. Washington conta essa vitória entre sua série de Campeonatos Nacionais de Equipes de Oito Masculinas.
† A Marinha foi desqualificada da Regata da IRA pelo uso de um timoneiro inelegível. Os troféus conquistados pela Marinha foram perdidos e não concedidos. Cornell terminou em segundo.

### Número de campeonatos da Intercollegiate Rowing Association: Equipes de Oito Masculinas
1 Universidade Cornell (26 campeonatos)
2 Universidade de Washington (19 campeonatos)
3 Universidade da Califórnia - Berkeley (19 campeonatos)
4 Academia Naval dos EUA (12 campeonatos)
5 Universidade da Pensilvânia (12 campeonatos)
6 Universidade de Wisconsin - Madison (12 campeonatos)
7 Universidade Brown (7 campeonatos)
8 Universidade de Syracuse (6 campeonatos)
9 Universidade Columbia (4 campeonatos)
10 Universidade de Princeton (3 campeonatos)
10 Universidade Harvard (3 campeonatos)
10 Universidade Yale (3 campeonatos)
13 Universidade Northeastern (2 campeonatos)
14 Dartmouth College (1 campeonato)

### Troféu Ten Eyck
O Troféu Ten Eyck é concedido à universidade que acumula o maior número de pontos gerais em um sistema baseado nas colocações finais de três equipes de oito pesos pesados. De 1952 a 1973, o time vencedor foi aquele com mais pontos nos times universitário, universitário júnior e calouro de oito. A partir de 1974, todas as corridas foram contabilizadas na pontuação de acordo com um sistema adotado pelos treinadores da Associação de Remo das Faculdades do Leste. Mais recentemente, o sistema de pontuação foi revisado para incluir apenas três dos quatro oito possíveis de cada universidade na classificação de pontos.